# Cheilosia atrocapilla
Cheilosia atrocapilla är en tvåvingeart som beskrevs av Hull och Fluke 1950. Cheilosia atrocapilla ingår i släktet örtblomflugor, och familjen blomflugor.
Artens utbredningsområde är Washington. Inga underarter finns listade i Catalogue of Life.